# Valentine Browne (6e comte de Kenmare)
Pour les articles homonymes, voir Valentine Browne (homonymie) et Browne.
Valentine Edward Charles Browne, 6e comte de Kenmare (29 mai 1891 - 20 septembre 1943), titré vicomte Castlerosse de 1905 à 1941, est le comte de Kenmare et le fils de Valentine Browne (5e comte de Kenmare).

## Biographie
Lord Castlerosse, un noble anglo-irlandais, sert pendant la Première Guerre mondiale en tant que capitaine dans les Irish Guards et est gravement blessé. Il retourne à Londres et entre dans le secteur bancaire pendant un certain temps, mais devient rapidement journaliste, surtout connu pour son «Londoner's Log» largement lu. Il est journaliste pour le Sunday Express et directeur du Evening Standard, du Daily Express et du Sunday Express, et grand ami de leur éditeur, Max Aitken . Il écrit également le scénario de la comédie de 1932 Diamond Cut Diamond et l'histoire du film de 1942 sur Amy Johnson, They Flew Alone.
Il est actif dans les affaires de Killarney, créant un terrain de golf au bord du lac et soutenant les courses de Killarney.
Lord Castlerosse se marie deux fois, avec :
- (Jessie) Doris Delevingne (1900-1942), premier enfant d'Edward Charles Delevingne, importateur de beurre, et de sa femme, Jessie Marion Homan, et grand-tante des mannequins Poppy Delevingne et Cara Delevingne. Ils se marient le 16 mai 1928 et divorcent en 1938; sans descendance. Elle est décédée d'une overdose de somnifères à l'hôtel Dorchester, à Park Lane à Londres[5].
- Enid Maude, vicomtesse Furness (1892–1973), veuve de Marmaduke Furness (en) et fille de Charles Lindeman. Héritière australienne, elle est auparavant mariée et veuve de Roderick Cameron Sr. et du brigadier général Frederick WLSH Cavendish. Ils se marient en 1943. Par ce mariage, Lord Castlerosse a trois beaux-enfants: Roderick Cameron Jr., Patricia Enid Cavendish et Frederick CP Cavendish, 7e baron Waterpark [6].

Il est enterré dans le caveau familial de la cathédrale de Killarney.